# Joana Zimmer
Joana Zimmer es una cantante alemana, nacida el 27 de octubre de 1982 en Friburgo de Brisgovia, Baden-Württemberg. Es ciega de nacimiento. Vivió con su familia en Estados Unidos e Inglaterra, pero cuando tenía cuatro años volvieron a Alemania. Con quince años apareció en varios clubes de jazz en Berlín y en 2005 publicó su primer álbum My Innermost.
Joana interpretó junto al cantante español David Bisbal la canción Let's Make History, el tema principal de la banda sonora de la película alemana Die Luftbruecke (El puente aéreo en español).

## Discografía

### Sencillos
- I Believe (Give A Little Bit...)
- I've Learned To Walk Alone
- Let's Make History
- Bringing Down The Moon
- If It's Too Late

### Álbumes
- The Voice In Me
- My Innermost

- Datos: Q465915
- Multimedia: Joana Zimmer / Q465915